# Kyjov (district de Žďár nad Sázavou)
Pour les articles homonymes, voir Kyjov.
Kyjov (en allemand : Kyjow) est une commune du district de Žďár nad Sázavou, dans la région de Vysočina, en République tchèque. Sa population s'élevait à 44 habitants en 2020.

## Géographie
Březejc se trouve à 12,5 km à l'est-sud-est de Polná, à 14 km au sud-sud-ouest de Žďár nad Sázavou, à 21,5 km à l'est-nord-est de Jihlava à 127 km au sud-est de Prague.
La commune est limitée par Bohdalov au nord-ouest, par Pavlov au nord-est et à l'est, et par Černá au sud et au sud-ouest.

## Histoire
La première mention écrite de la localité date de 1407.

## Transports
Par la route, Kyjov se trouve à 15 km de Polná, à 17 km de Žďár nad Sázavou, à 31 km de Jihlava et à 151 km de Prague.